# Como lobos sedientos
Como lobos sedientos (en italiano: 10.000 dollari per un massacro) es una película de Romolo Guerrieri del año 1967, perteneciente al subgénero del spaghetti western. 
La película es una de las secuelas no oficiales de la película Django, y tuvo el título provisional de 7 dollari su Django ("7 dólares por Django").
Fue exhibida como parte de una retrospecitva sobre los spaghetti western en el Festival Internacional de Cine de Venecia de 2007.
Esta película es una suerte de película gemela a Tu cabeza por mil dólares, con la que comparte varias ideas y personal, en particular los dos actores principales, Gianni Garko y Claudio Camaso (hermano de Gian Maria Volonté).

## Argumento
Tras cumplir cuatro años de prisión, Manuel Vásquez (Claudio Camaso), decide vengarse de Mendoza (Franco Bettella), el hombre que le denunció y le obligó a ir a la cárcel. Al llegar a la hacienda, Manuel elimina a todos los hombres y secuestra a la hija de Mendoza, Dolores (Adriana Ambesi). El rico terrateniente decide ofrecerle dinero a Django (Gianni Garko, acreditado como Gary Hudson), que se ha convertido en cazarrecompensas, para que acabe con Manuel.
Django se rehúsa, esperando a que la recompensa aumente, pero los secuaces de Manuel le disparan, hiriéndolo gravemente. Salvado solo gracias a su amigo fotógrafo Fidelio (Fidel Gonzáles), Django tiene ahora una razón válida para ir por Vásquez, además de que la recompensa, más el incentivo de Mendoza, ha alcanzado su "tarifa": $10.000 dólares.
Tras descubrir el escondite de Vásquez, decide unírsele y le echa en cara haber sido atacado a traición. Vásquez, sin dudarlo un instante, mata quien le disparó a Django. Vásquez decide ofrecerle a Django y Fidelio parte en el robo de una diligencia que está organizando, y Django acepta, pero impone como condición que no maten a nadie.
Tras cumplir su parte en el plan, Django regresa para encontrarse con que Vásquez masacró la diligencia. Entre los muertos de la diligencia estaba Mijanou (Loredana Nusciak), la dueña de la taberna del pueblo, de quien Django estaba enamorado. Django persigue a los bandidos que han escapado con el oro, robándoles en secreto la carreta con el oro, y salvando a Dolores. Ésta, sin embargo, está enamorada de Vásquez, y traiciona a Django permitiendo que aquel les alcance. Vásquez le dispara a Fidelio y entierra a Django, dejando solo su cabeza al aire, para que muera deshidratado. Un agonizante Fidelio consigue liberar a Django. Django encuentra al bandido en su guarida, eliminando a todos los miembros de la banda, luego al padre de Vásquez, "Polvo de estrellas" (Fernando Sancho), y finalmente a Vásquez.

## Reparto
- Gary Hudson (Gianni Garko) como Django
- Loredana Nusciak como Mijanou
- Claudio Camaso como Manuel Vasquez
- Fidel Gonzáles como Fidelio el fotógrafo
- Fernando Sancho como "Polvo de Estrellas" Vásquez
- Adriana Ambesi como Dolores Mendoza
- Pinuccio Ardia como Siete Dólares
- Franco Lantieri como Juan Vásquez Secuaz
- Max Pailey como Cisco
- Mary Fleece como Rosita LaPola
- Dada Galore como la mujer de Scarface
- Frank Little como Mendoza
- Aldo Cecconi como Caracortada
- Renato Montalbano como el jugador de póker
- Peggy Nathan como la Sra. Gardner, la tendera
- Nando Poggi como el esbirro de Vásquez, Miguel
- Mirko Valentin como Vasquez Henchman
- Elio Angelucci como Patrón de Bar
- Ettore Arena como mexicano
- Alberigo Donadeo como capataz de Mendoza
- Jimmy il Fenomeno como Barman
- Paolo Figlia como cazador de recompensas
- Rocco Lerro como el diputado Joe
- Herman Reynoso como Mendoza
- Umberto Salomone como el salonero